# Hermann Otto Hampel
Hermann Otto Hampel (* 23. Juni 1888 in Staßfurt; † 3. Mai 1935 im KZ Fuhlsbüttel) war ein deutscher sozialdemokratischer Politiker, Gewerkschaftsführer und Widerstandskämpfer
gegen den Nationalsozialismus.

## Leben

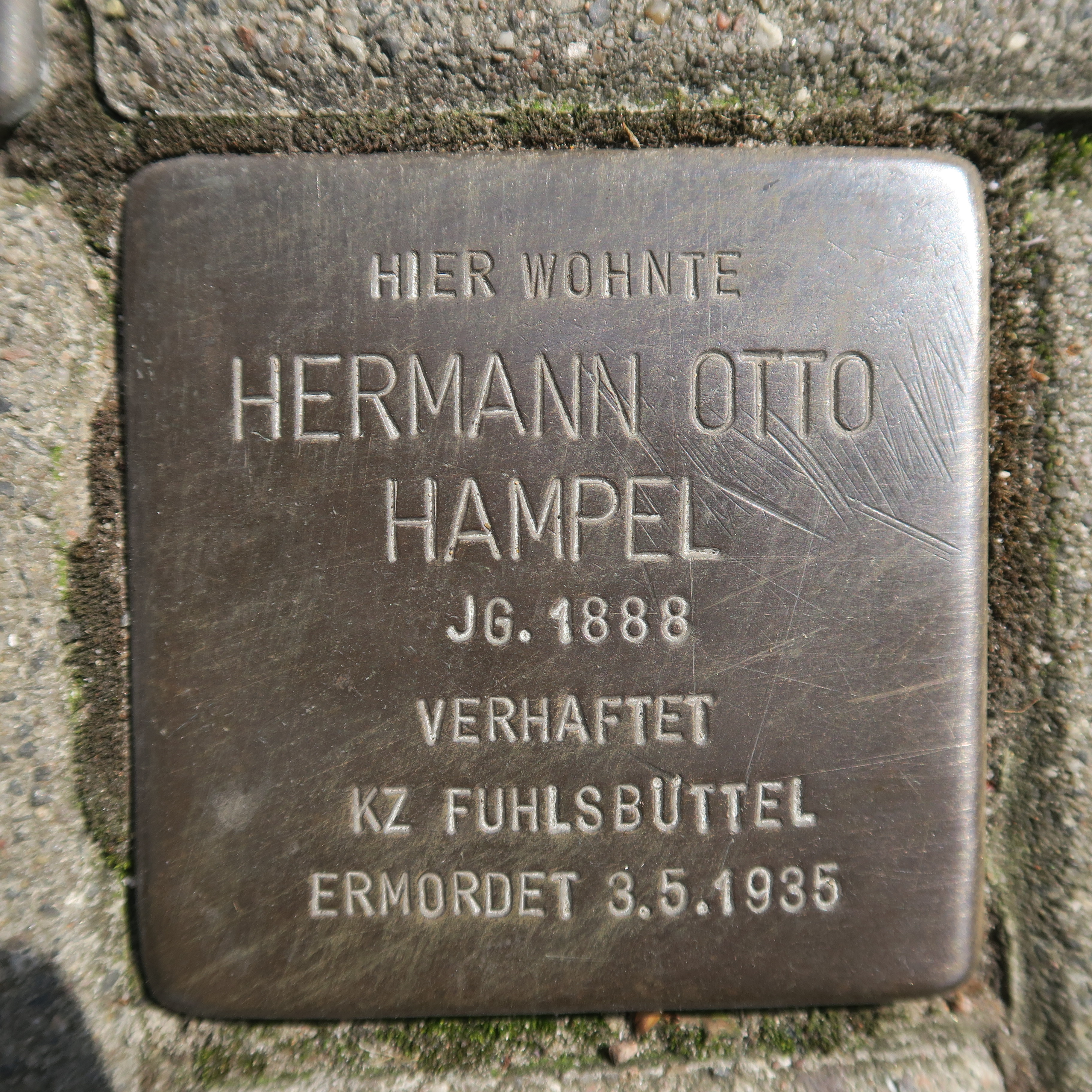
Stolperstein für Otto Hampel in Hamburg

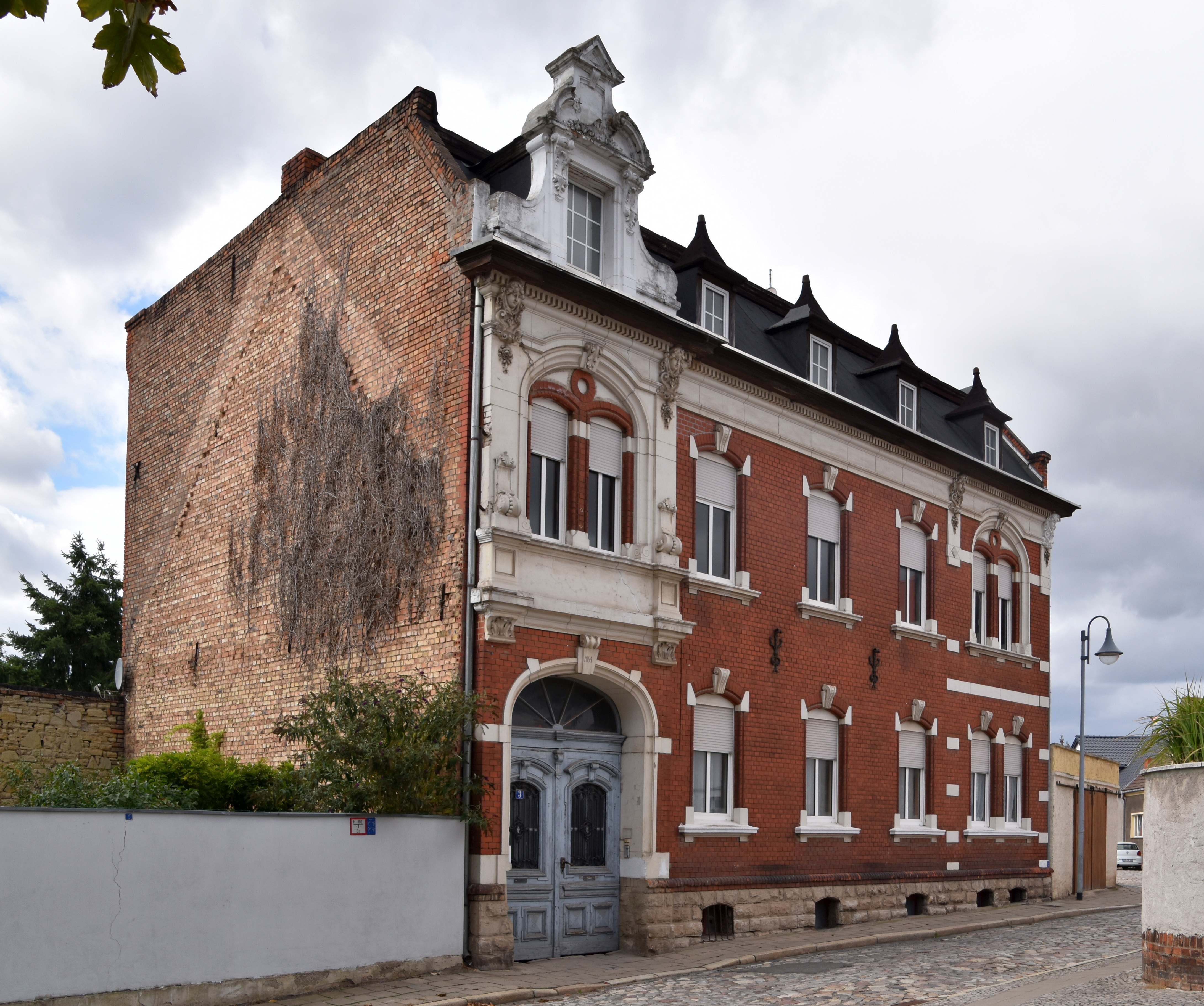
Wohnort von Otto Hampel in Staßfurt in der Freytagsstraße 3

### Herkunft und Familie
Otto Hampel entstammte einer Arbeiterfamilie. Er heiratete Frieda, geb. George (* 1890) und bekam mit ihr zwei Kinder, nämlich Frieda Erna (* 1910) und Frieda (* 1911). Auch seine Ehefrau wurde später SPD-Mitglied.

### Karriere
Hampel besuchte insgesamt acht Jahre lang die lokale Volksschule und absolvierte danach eine dreijährige Schlosserlehre. Ab 1905 arbeitete er als Schlosser und Monteur. 1910 wurde er Mitglied der SPD. Nach Ausbruch des Ersten Weltkriegs wurde Otto Hampel zum Militär eingezogen, wo er bis 1916 diente und daraufhin in einen Rüstungsbetrieb wechselte. Nach dem Krieg arbeitete Hampel weiter als Schlosser. Er wurde Mitglied der neugegründeten USPD, die er 1920 für die KPD verließ. 1921 wurde er zum hauptamtlichen Gewerkschaftssekretär des Deutschen Metallarbeiterverbandes in Staßfurt ernannt.
Nach zahlreichen Jahren in der KPD wechselte er 1925 wieder zur SPD und wurde in Staßfurt zu einem der führenden SPD-Funktionäre. Als Stadtverordneter hatte er gute Kontakte zum späteren Schönebecker Bürgermeister Hermann Kasten und setzte sich für die Interessen der Arbeiter ein. In Staßfurt stieg er bis zur Position des Fraktionsvorsitzenden der SPD auf.

Nachdem Hitler im Jahre 1933 zum Reichskanzler ernannt wurde, eskalierte die politische Gewalt in Deutschland und hatte mehrere Todesopfer zur Folge, darunter auch sein Freund Hermann Kasten und der Schönebecker Gewerkschaftsführer Otto Kresse. Aufgrund dessen floh Hampel mit seiner Familie zu seiner Tochter nach Hamburg, um dort unterzutauchen. In Hamburg konnte er keine Anstellung finden und musste ohne Arbeitslosengeld auskommen. Trotz alledem errichtete Otto mithilfe seiner ehemaligen Kollegen des Deutschen Metallarbeiterverbandes ein illegales Informationsnetzes, welches Informationen ins Ausland schickte und die Grundlage für Druckschriften bildete, die in ganz Deutschland verteilt wurden. 1935 wurde die Gruppe durch die Gestapo aufgedeckt und Otto Hampel sowie zahlreiche andere Kollegen, darunter Willy Rößler und Dietrich Rüter, wurde festgenommen. Hampel wurde in das KZ Fuhlsbüttel überstellt, welches als eines der brutalsten im ganzen Reich galt. Nach mehreren Wochen Haft, wo er vermutlich harte Misshandlungen erfahren hatte, nahm er sich schließlich am 3. Mai 1935 das Leben. Seine letzten niedergeschriebenen Worte waren:
Verzeiht mir, ich kann nicht mehr. Ich hätte Euch alle lieber glücklich gemacht